# 멀리사 웜
멀리사 웜(Melissa worm)은 다량의 메일을 전송하는 매크로 바이러스 웜이다. 메일리사(Mailissa), 심슨(Simpsons), 퀴지보(Kwyjibo, 또는 Kwejeebo)라고도 한다.

## 역사
1999년 3월 26일에 처음 발견된 멀리사 웜은 웜으로부터 감염된 전자 우편으로 가득 메우게 되자 인터넷 메일 시스템을 다운시켰다. 멀리사 웜은 유해를 목적으로 만들어진 것은 아니지만 서버를 오버플로우(oveflow)시켜서 예측하지 못한 문제와 마주치게 한다.

## 웜의 종류
이 웜은 워드 프로세서 마이크로소프트 워드 97과 워드 2000을 통해 퍼져 나간다. 이메일 클라이언트 마이크로소프트 아웃룩 97, 아웃룩 98로부터 대량의 메일을 전송한다. 이 웜은 이 밖의 다른 버전의 워드(오피스 워드 95, 2003, 2004 (맥), 2007)와 다른 이메일 클라이언트들(아웃룩 익스프레스, 윈도우 비스타의 윈도 메일)에서는 동작하지 않는다.
바이러스나 다른 감염 파일, LIST.DOC 등이 포함된 워드 문서를 내려 받아 연다면, 문서 안의 매크로가 실행되어 대량 메일의 발송을 시도한다. 매크로가 대량 메일을 보낼 때, 주소록 등으로부터 50 개 항목을 수집하고 그 이름의 주소들에 편지를 보낸다.

### Melissa.A/원래 버전
감염된 전자우편의 내용은 다음과 같다:
```
보낸이: <감염 자료를 보낸 사람의 이름>
제목: Important message from <보낸 사람의 이름>
받는이: <50개의 이름들 가운데 받는 사람>
첨부 파일: LIST.DOC
본문: Here is that document you asked for ... don't show anyone else ;-)TCizzle
```

### Melissa.U
이 웜 변형은 중요한 파일들을 지워 버린다. 파일들을 지우기 앞서, 숨김, 읽기 전용, 보관 등의 파일 특성을 해제해 버린다.
- C:\Command.com
- C:\IO.SYS
- C:\Ntdetect.com
- C:\Suhdlog.dat
- D:\Command.com
- D:\Io.sys
- D:\Suhdlog.dat

### Melissa.W
Melissa.A와 같다.

### Melissa.AO
감염된 전자우편의 내용은 다음과 같다:
```
제목: Extremely URGENT: To All E-Mail User - <현재 날짜>
첨부 파일: <감염된 활성화 문서>
본문: This announcement is for all E-MAIL user. Please take note
that our E-Mail Server will down and we recommended you to read
the document which attached with this E-Mail.
```

## 같이 보기
- 모리스 웜
- 코드 레드 웜
- SQL 슬래머 웜